# أدولف روبنسون
أدولف روبنسون (بالألمانية: Adolf Robinson) هو مغني ومغني أوبرا نمساوي، ولد في 8 يوليو 1838 في إيفانو-فرانكيفسك في أوكرانيا، وتوفي في 25 أغسطس 1920 في فيينا في النمسا.